# Pyrinia albilineata
Pyrinia albilineata là một loài bướm đêm trong họ Geometridae.